# Ierxí
Ierxí (en rus: Ерши) és un poble de l'óblast de Kaluga, a Rússia, que en el cens del 2010 tenia 144 habitants, pertany al districte de Spas-Démensk.